# Legie (počítačová hra)
Legie je česká rpg hra s adventurními prvky z roku 2009. Byla vytvořena týmem Sudokop. Česká verze byla vydána jako freeware, ale anglická jako shareware.

## Příběh
Děj je zasazen do středověké Jilemnice, zasažené morovou nákazou. Hlavní hrdina zde pracuje jako hospodský pomocník, který zprvu jen roznáší pivo a utírá poblité stoly, ale je nucen vstoupit do několika dungeonů v okolí města.

## Zajímavosti
- Hra má dva konce.
- Ve hře se vyskytuje jen malé množství nadpřirozených jevů, i když jde o RPG.
- Hra byla vytvořena autory hry Královna jezer, která vyhrála v soutěži Becherovka games 2007.